# Municipio de Harford
El municipio de Harford (en inglés: Harford Township) es un municipio ubicado en el condado de Susquehanna en el estado estadounidense de Pensilvania. En el año 2000 tenía una población de 1.304 habitantes y una densidad poblacional de 15 personas por km².

## Historia
En 1808, se formó el Municipio de Harford en la parte norte del Municipio de Nicholson en lo que entonces era el Condado de Luzerne. 
En 1865, los residentes del pueblo de Harford (dentro del Municipio de Harford) circularon una petición para incorporar formalmente su pueblo como un municipio, pero la petición fue denegada por el estado.

## Geografía
El municipio de Harford se encuentra ubicado en las coordenadas 41°44′00″N 75°41′59″O / 41.73333, -75.69972.

## Demografía
Según la Oficina del Censo en 2000 los ingresos medios por hogar en la localidad eran de $35,109 y los ingresos medios por familia eran $38,603. Los hombres tenían unos ingresos medios de $30,298 frente a los $18,125 para las mujeres. La renta per cápita para la localidad era de $15,551. Alrededor del 5,5% de la población estaban por debajo del umbral de pobreza.